# Supercopa de Básquetbol de Chile 2019
La Supercopa de Chile 2019, llamada Supercopa UACh 2019 por motivos de patrocinio, fue la primera edición de la de la competencia.
La primera edición se disputó en Valdivia el 27 de septiembre de 2019 a partido único.
Club de Deportes Las Ánimas se coronó como flamante campeón inaugural  de la Supercopa 2019.

## Participantes
Clasificaron el Campeón de la Liga Nacional de Básquetbol 2018-19 el Club Deportivo Valdivia y el Campeón de la Copa Chile de Básquetbol 2018 el Club de Deportes Las Ánimas.
| Equipo                      | Clasificación                               |
| --------------------------- | ------------------------------------------- |
| Club Deportivo Valdivia     | Campeón Liga Nacional de Básquetbol 2018-19 |
| Club de Deportes Las Ánimas | Campeón Copa Chile de Básquetbol 2018       |

## Desarrollo
|  | Final       |             |    |  |
|  |             |             |    |  |
|  | CD Valdivia | CD Valdivia | 71 |  |
|  | CD Valdivia | CD Valdivia | 71 |  |
|  | Las Ánimas  | Las Ánimas  | 77 |  |
|  | Las Ánimas  | Las Ánimas  | 77 |  |

## Campeón
|                                         |
| Club de Deportes Las Ánimas 1.er título |
|                                         |